# Thamnobryum pumilum
Thamnobryum pumilum là một loài Rêu trong họ Neckeraceae. Loài này được (Hook. & Wilson) B.C. Tan miêu tả khoa học đầu tiên năm 1992.